# Arctogeophilus attemsi
Arctogeophilus attemsi är en mångfotingart som beskrevs av Folkmanova 1956. Arctogeophilus attemsi ingår i släktet Arctogeophilus och familjen storjordkrypare.
Artens utbredningsområde är Ukraina. Inga underarter finns listade i Catalogue of Life.